# Motion Picture Patents Company

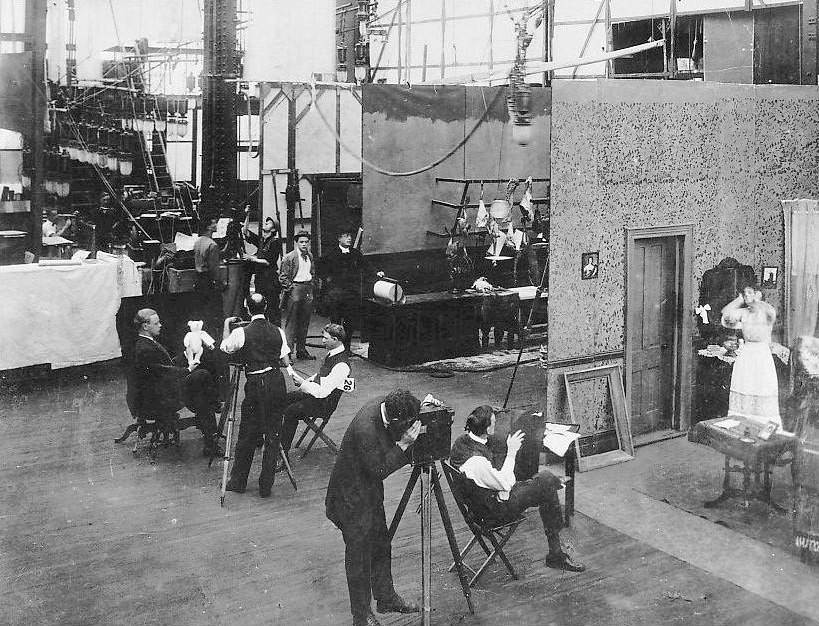
Edison Studio a Bronxbis, 1907

La Motion Picture Patents Company (o MPPC., anomenada també Edison Trust) era un trust cinematogràfic americà creat l'any 1908, que reagrupava uns quants productors de cinema americans: Edison, Biograph, Vitagraph, Essanay, Lubin, Selig, Kalem, i dos productors francesos implantats als Estats Units: Pathé Frères i Star Film. Estava presidit per Thomas Edison i Jeremiah Kennedy (el representant de la companyia Biograph) i va rebre el sobrenom de Edison Trust, fins a la seva dissolució el 1917. Tenia el monopoli de la venda de pel·lícules (gràcies a George Eastman) i recaptava una taxa de dos dòlars per setmana dels propietaris de les sales de projecció per la utilització d'un projector patentat. De fet, el 1909, el trust tenia monopolitzada la quasi-totalitat de la producció americana de pel·lícules.

## Creació

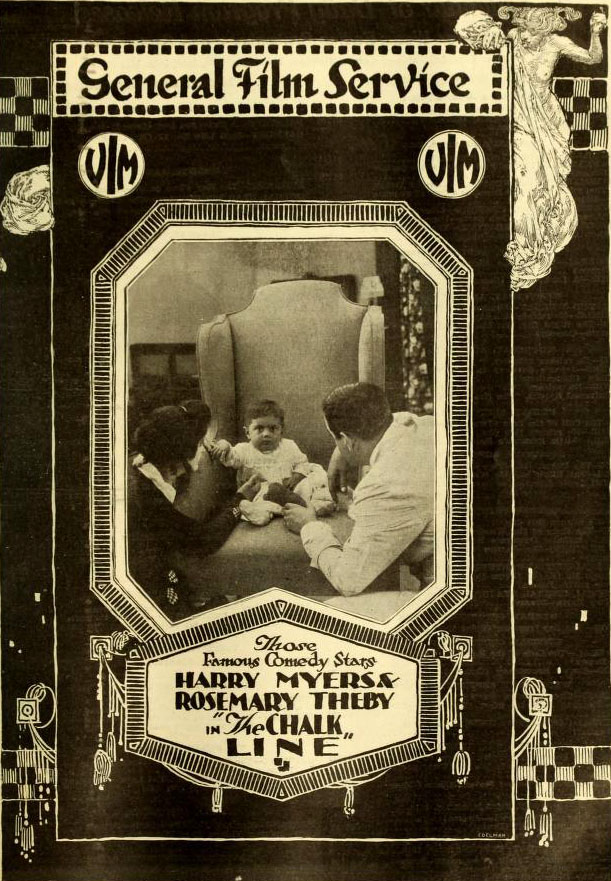
The Chalk Line (General Film)

L'any 1908, sota el lideratge d'Edison (amb la Edison Film Manufacturing Company) es van associar les empreses americanes: Vitagraph, Essanay, Lubin, Selig, Kalem, i les franceses Pathé Frères i Star Film. i finalment la Biograph company per formar la MPPC (Motion Picture Patents Company), que pretenien aconseguir el monopoli del negoci del cinema. A part d'aixó, Edison pactà també amb l'Eastman Kodak Company, que subministrava la pel·lícula verge, i la distribuïdora de George Kleine, que llavors era la distribuïdora de films més gran del país. Així, al tenir Edison legalment el control total del negoci: les patents de les càmeres, de la pel·lícula verge i dels projectors, la Motion Picture Patents Company (MPPC) va esdevenir el primer gran Trust de la indústria cinematogràfica.
D'aquesta manera, si els productors, distribuïdors i exhibidors no pagaven la llicència abans de l'any 1909 passarien a ser il·legals. Tanmateix però, no tots van pagar, hi va ver els coneguts com a “independents” que van formar un moviment que es va rebel·lar contra el Trust, evadint els pagaments i rodant pel·lícules de baix pressupost amb pel·lícula verge importada per vies alternatives, com ara el mercat negre. Així doncs, els independents van començar a crear el seu propi mercat.
Com a mitjà per combatre els independents, que començaven a guanyar popularitat, va sortir l'entitat General Film Company que es va dedicar a confiscar tots els equips utilitzats sense llicència, a retirar l'aprovisionament de les sales de cinema que exhibien les seves pel·lícules i a monopolitzar la distribució, arribant a copar tota la producció dels EUA. Així començà una guerra, en la qual les petites companyies independents intentaven lluitar contra el Trust.

## Antecedents: guerra de patents
La guerra de patents és referida a la disputa que va sorgir als Estats Units entre el 1897 i 1908 a causa del gran control internacional que tenia el monopoli del cine. Aquesta guerra va començar amb la figura de Thomas Alva Edison, qui amb el seu kinetoscopi l'any 1891, el qual filmava imatges en moviment que les projectava a nivell individual, presentat abans del cinematògraf dels germans Lumière (1895), va obtenir un gran benefici. L'any 1896 es va presentar el cinematògraf a Nova York, el qual tenia el mateix funcionament que el kinetoscopi però a escala col·lectiva.
Edison més tard va contraatacar amb el vitascòpi, basat en el kinetoscopi, però orientat a un públic col·lectiu com el cinematògraf, però el catàleg de pel·lícules i la versatilitat del projector dels Lumière era incomparable.
Així que no va ser fins al 1897 que van aprovar les lleis proteccionistes que van suposar la retirada dels Lumière per l'explotació de la llei proteccionista del seu invent, amb la qual cosa també van ser expulsats els seus representants. L'Edison Co i altres productores van aprofitar aquest moment per vendre les pel·lícules de la competència amb el seu propi nom. Va començar la guerra de patents, en la qual els empresaris estaven contínuament defensant els seus drets i arribar al control totalitari de la indústria cinematogràfica.
A causa del començament de la guerra de patents, Edison va crear la seva productora, The Motion Picture Patents Company (MPPC), juntament amb altres empreses principals de manera que el seu objectiu era controlar el negoci del cinema a través dels patents. De manera que es va patentar el sistema de perforació que desplaçava la pel·lícula. Amb la qual cosa, totes les càmeres de cine que estaven rodant als Estats Units necessitaven el permís d'Edison per poder funcionar. Aquesta manipulació internacional de la indústria cinematogràfica va fer que sorgissin els grups d'independents fins que es crea Hollywood i poden obtenir una llei antimonopoli que impedia que la MPPC els cobressin la llicència per fer cinema de manera que va poder sorgir el cinema clàssic de Hollywood. Mentre, un altre productor, William Fox, va entaular una batalla legal contra el "Trust", aconseguint que el Tribunal Suprem el declarés il·legal l'any 1915. Just en el mateix any s'estrena una pel·lícula clau en la història del cinema, El naixement d'una nació de Griffith, de manera que sorgeix el cinema clàssic i una altra manera de veure el cinema.

## Productors independents

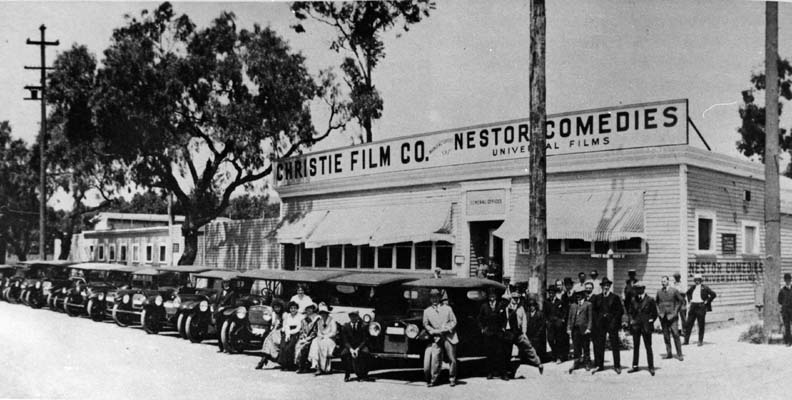
Nestor Studios, primer estudi de cinema de Hollywood, 1912

Molts productors de films es van començar a rebel·lar amb Carl Laemmle (futur fundador d'Universal) al front d'ells. Alguns historiadors del cinema creuen que la instal·lació dels estudis de cinema a Hollywood, Califòrnia es va deure a la preocupació dels productors per escapar als representants de la MPPC perquè els detectius privats pagats per Edison podien desembarcar sobre els estudis durant els rodatges per verificar que els "cameramen" filmaven amb pel·lícules de l'Eastman Kodak Company,.
Entre els independents hi trobem també la figura de William Fox, un productor emergent que va denunciar el Trust. Amb aquesta denúncia aconseguí finalment que el Tribunal Suprem el declarés il·legal el Trust, el 1905.
El 1908, a mans de Carl Laemmle, es va crear la companyia Laemmle Film Service, que es dedicava a importar pel·lícules europees. Com a conseqüència, altres productors es van acabar animant i van donar lloc al naixement d'un grup d'oposició anomenat IMP (Independent Motion Picture), el qual era liderat pel mateix Laemmle. Aquesta companyia seria l'origen de la gran major Universal Studios.
Altres empresaris cinematogràfics van començar també a importar pel·lícules europees i a adquirir diferents sales. Entre els més importants destaquen: A. Zukor (creador de la Paramount), W. Fox (creador de la Fox), Louis B. Mayer i els germans Warner (creadors de la Warner Bros.). Aquests no crearien les seves respectives companyies fins als anys 20, les quals s'imposarien sobre les primeres empreses dels anys 10 que, tot i tenir el control de les patents, van anar perdent rellevància.

## Guerra del Trust contra el Star-system
El Trust s'oposava a la direcció que estava prenent el cinema, defensava el curtmetratge i atacava el Star-system. Els independents, en canvi, apostaven per un cinema basat en les estrelles (com és el cas de Laemmle i Zukor) i el llargmetratge. Per tant, no era únicament una guerra comercial sinó que estaven en joc els formats, la creació, el consum, etc.

## Dissolució del Trust
Gràcies a la denúncia contra el Trust, acusat d'haver actuat com un monopoli perjudicial pel comerç lliure, la Motion Picture Patents Company i la seva divisió, la General Film Company es van veure obligades a dissoldre’s. El 1917 la Sherman Anti-Trust Act va acabar de forma total amb el control d'Edison.

## Conseqüències
Arrel del domini d'Edison, molts independents rebels van decidir traslladar el seu centre d'operacions a la costa Oest, a Los Ángeles, amb la finalitat d'allunyar-se d'Edison i dels seus advocats. A part d'aixó, el clima i els grans terrenys el convertien en el lloc més adient per dur a terme les seves pel·lícules. Així fou com va néixer Hollywood.
Cal destacar que aquests mateixos independents que s'oposaven al monopoli d'Edison s'acabarien convertint més tard en grans empresaris que formarien la segona oligarquia més gran del cinema. Actualment, Hollywood intenta frenar el nou ús audiovisual emergent per protegir el seu negoci, tal com va fer Edison en el passat, animant SOPAs i PIPAs. Arxivat 2016-12-11 a Wayback Machine.